# کومه علف خشک (مجموعه‌نقاشی مونه)
کومه علف خشک (انگلیسی: Haystacks) که گاهی با نام پشتهٔ علف و علف‌دان هم شناخته می‌شود، یک سری از نقاشی‌های چشم‌انداز رنگ روغن بر روی بوم، اثر نقاش امپرسیونیسم فرانسه، کلود مونه است. نقاشی فضای باز این سری از نقاشی‌های مونه از پشته‌های یونجه و علف خشک پس از فصل برداشت محصول کشاورزی بیست و پنج نقاشی بر روی بوم طبق شماره گذاری آثار مونه از شمارهٔ ۱۲۶۶ تا ۱۲۹۰ را شامل می‌شود که عمدهٔ آنها در پایان تابستان سال ۱۸۹۰ طرح گردید و سپس در بهار سال بعد ادامه یافت.

## سری‎۱۸۹۰–۱۸۹۱
در ۱۴ مه ۲۰۱۹، اثر خرمن غلات، ۱۸۹۰ با قیمت ۱۱۰٫۷ میلیون دلار فروخته شد و رکورد اولین اثر امپرسیونیسم با قیمت بیش از ۱۰۰ میلیون دلار را ثبت کرد. خریدار اثر هاسو پلاتنر این نقاشی را از سپتامبر ۲۰۲۰ در موزه باربرینی پوتسدام به نمایش گذاشته‌است.
فعالان آب و هوا در اکتبر ۲۰۲۲ به سمت این نقاشی پورهٔ سیب زمینی پرتاب کردند، اما آسیبی ندید، تمیز شد و دوباره در معرض دید قرار گرفت.

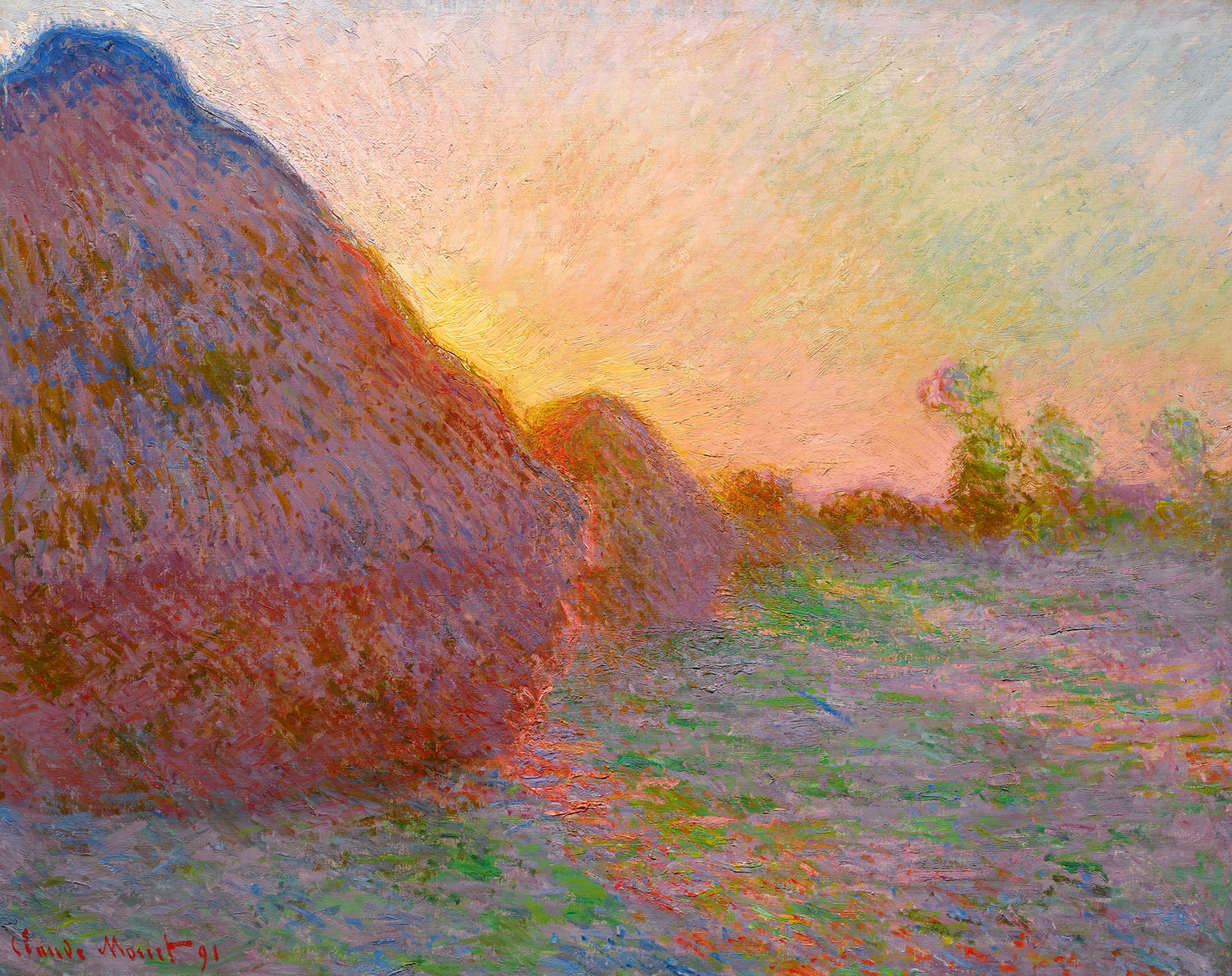
خرمن غلات ۱۸۹۰، از مجموعهٔ هاسو پلاتنر، امانت دائمی در موزهٔ باربِرینی پوتسدام (به قیمت  ۱۱۰٫۷ میلیون دلار در ساتبیز در ۱۴ مه ۲۰۱۹ فروخته شد).
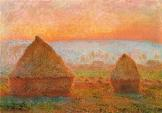
خرمن غلات در ژیورنی، غروب آفتاب، ۱۸۸۸-۹. رنگ روغن روی بوم.
خرمن غلات، اثر یخبندان، ۱۸۸۹ موزهٔ هیل-ستید، فارمینگتون، کنتیکت.
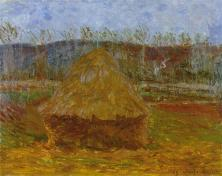
خرمن غلات در ژیورنی، ۱۸۸۸-۹. رنگ روغن روی بوم.

## یادداشت
1. ↑  Claude Monet